# Spineto Scrivia
Spineto Scrivia är en ort och kommun i provinsen Alessandria i regionen Piemonte i Italien. Kommunen hade 367 invånare (2018).